# Семенюта Василь Іванович
Семенюта Василь Іванович (15 лютого 1925, c. Черепівка, нині Конотопський район Сумської області — 26 травня 1999, м. Лубни, Полтавська обл.) — український художник, скульптор і живописець, різьбяр по дереву. Член Національної спілки художників України (1975). Заслужений працівник культури України (1980). Брат архітектора Володимира Семенюти.

## Біографія
Народився 15 лютого 1925 року в с. Черепівка Буринського району Харківської області. З 1931 року жив у Лубнах, де навчався в художній студії при Будинку піонерів, в якій на той час викладав малювання Олексій Асауленко, студент Петербурзької академії мистецтв. 
У 1943 році Василь добровольцем пішов на фронт. В 1947 був демобілізований прямо з шпиталю як інвалід другої групи. Навчався в Суджанському державному вчительському інституті з 1951 по 1955, у Львівському поліграфічному інституті (1962—1968).
Був одружений з Семенютою Ніною Семенівною. Є діти — Семенюта Святослав Васильович від першого шлюбу, Семенюта Андрій Васильович і Вертій Наталія Василівна. 
У 1955—1970 роках художник створив ряд портретів, серед них «Жінка в червоному капелюшку», «Старий більшовик», «Юнка в червоному светрі», «Молода мати», «Бригадир-будівельник» та ін.; безліч полотен, серед яких твори, що були на обласних, зональних і республіканських виставках. Це «Звечоріло», «Мочарі», «Після дощу», «На урожай», «Свято фарб», «Там, де ревіли гармати», «Туманець».
З 1955 по 1975 — директор Лубенського краєзнавчого музею. В 1955 році організував в Лубнах художню студію. У 1975 році з ініціативи Василя Семенюти в Лубнах відкривається дитяча художня школа, директором якої він був до 1997 року.
З 1974 року з його ж ініціативи в Лубнах було засновано проведення республіканських художніх виставок «Лубенська художня весна», де виставлялися твори митців з усієї України.
У 1975 В. Семенюта став членом Національної спілки художників України. Впродовж 35 років був головним художником м. Лубни.
У 1980 Семенюті присвоєно звання заслуженого працівника культури України, звання відмінника культури. У 1985 його нагороджено Грамотою Президії Верховної Ради України. Нагороджений кількома медалями «За відвагу» й орденом Вітчизняної війни. 
Помер Василь Іванович Семенюта 26 травня 1999 року, похований у місті Лубни.

## Вшанування пам'яті
2015 року на фасаді галереї образотворчого мистецтва Лубен було встановлено меморіальну дошку майстрові пензля (автори — художник Володимир Мірошниченко і молодший брат Василя Івановича архітектор Володимир Семенюта)
В лютому 2022 року до 97-ї річниці від дня народження митця у галереї мистецтв Лубенського краєзнавчого музею імені Гната Стеллецького була відкрита виставка його робіт із музейних фондів.

## Твори
Рельєфна композиція «М. В. Гоголь» (1952), статуя «Богдан Хмельницький» (1953), пам'ятник Т. Шевченкові (1964), монумент «Вічна пам'ять героям» (1966–1971; бронза, граніт) — обидва останні у Лубнах.